# A Trip to Chinatown (film 1926)
A Trip to Chinatown è un film muto del 1926 diretto da Robert P. Kerr. La sceneggiatura di Beatrice Van si basa sul lavoro teatrale di Charles Hale Hoyt A Trip to Chinatown, un musical andato in scena al Madison Square Theatre di Broadway il 9 novembre 1891.

## Trama
Al ricco - e ipocondriaco - Welland Strong restano solo sei mesi di vita, che lui decide di impiegare viaggiando; per un equivoco, un giovane marito geloso lo insegue, convinto che abbia avuto una storia con sua moglie. Welland finisce nella Chinatown di San Francisco, dove conosce un'affascinante vedova che lo guarisce facendolo innamorare.

## Produzione
Il film fu prodotto dalla Fox Film Corporation.

## Distribuzione
Il copyright del film, richiesto da William Fox, fu registrato il 6 giugno 1926 con il numero LP22832.
Distribuito dalla Fox Film Corporation e presentato da William Fox, il film uscì nelle sale cinematografiche USA il 6 giugno 1926.
Non si conoscono copie ancora esistenti della pellicola che viene considerata presumibilmente perduta.